# Europa Południowa (region fizycznogeograficzny)
Europa Południowa – część Europy wyróżniana jako region w regionalizacji fizycznogeograficznej Europy zgodnej z Uniwersalną Klasyfikacją Dziesiętną Międzynarodowej Federacji Dokumentacji. 
W przeciwieństwie do pozostałych części Europy wyróżnianych w geografii fizycznej Europa Południowa nie stanowi ciągłego obszaru, lecz składa się z trzech obszarów lądowych rozdzielonych akwenami Morza Śródziemnego: Półwyspu Iberyjskiego, Apenińskiego i Bałkańskiego wraz z wyspami na Morzu Śródziemnym towarzyszącymi masywowi lądowemu Europy. O wydzieleniu ich wszystkich jako odrębnego, samodzielnego obszaru decyduje: 
- podobieństwo budowy geologicznej: wszystkie trzy półwyspy i wyspy należą do pasa fałdowań alpejsko-himalajskich, w których tkwią starsze masywy hercyńskie,
- położenie w obrębie Morza Śródziemnego,
- wspólny śródziemnomorski klimat, ustrój hydrograficzny i typ roślinności.

W skład Europy Południowej wchodzi tylko jeden megaregion fizycznogeograficzny: wyspy i półwyspy Morza Śródziemnego. 
Regionalizacja fizycznogeograficzna Europy Południowej: 
6  Wyspy i półwyspy Morza Śródziemnego
61-63 - Półwysep Iberyjski
61 Północne obszary peryferyjne
62 Wewnętrzne obszary półwyspu
63 Masyw Galicyjsko-Portugalski (Zachodnie obszary peryferyjne)
64 Półwysep Apeniński
65-68 - Półwysep Bałkański
65 Region Gór Dynarskich
66 Bałkan
67 Masyw Tracko-Macedoński
68 Góry Grecko-Albańskie
69 Wyspy Śródziemnomorskie i Azory